# Ulrike Herzschuh
Ulrike Herzschuh (geboren 29. Juni 1975 in Leipzig) ist eine deutsche Biologin und Paläontologin. Auf dem Gebiet der Polarbiologie ist sie eine der weltweit führenden Forscherinnen an der Schnittstelle zwischen Erdsystemwissenschaften und Biodiversitätsforschung. Sie ist Trägerin des Gottfried-Wilhelm-Leibniz-Preises.

## Werdegang
Ulrike Herzschuh wuchs in Leipzig auf. Schon während der Schulzeit wurde durch eine engagierte Biologielehrerin ihre Leidenschaft für Pflanzen und Klima gelegt. Sie studierte Biologie an der Freien Universität (FU) Berlin und schloss 1995 mit einem Diplom ab. Dem folgte ein von der Studienstiftung des deutschen Volkes gefördertes Promotionsstudium, währenddessen sie ein akademisches Austauschjahr in China an der Universität Lanzhou absolvierte. 2004 wurde Herzschuh an der FU Berlin mit summa cum laude zur Dr. rer. nat. promoviert.
Danach war sie an der Universität Bergen (Norwegen) tätig, ehe sie 2005 eine Juniorprofessur an der Universität Potsdam am Institut Geowissenschaften erhielt. Parallel dazu forschte sie am Alfred-Wegener-Institut in Potsdam.
Seit 2012 hat sie eine Professur für Statistische und Dynamische Integration von Paläoumweltdaten am Institut für Geowissenschaften an der Universität Potsdam inne. Zudem leitet Ulrike Herzschuh die Abteilung für Polare Terrestrische Umweltsysteme am Potsdamer Standort des Alfred-Wegener-Instituts.

## Forschung
In ihrer Forschung hat sich Ulrike Herzschuh auf paläontologische Biologie spezialisiert. Sie leistet wissenschaftliche Beiträge zur Rekonstruktion von Ökosystemen in Polar- und Bergregionen anhand von alter DNA und Pollen aus Seesedimenten. 
In ihren wissenschaftlichen Exkursionen und Untersuchungen geht sie unter anderem Fragen nach, welchen Einfluss Klimaschwankungen auf Bergregionen und Polargebiete und die dortige Biodiversität hatten? Wie hat der Klimawandel in der Vergangenheit Landschaften verändert und insbesondere die Besiedlung durch Pflanzen beeinflusst? Ihre Ergebnisse tragen zur Beantwortung vieler faszinierender Grundlagenforschungsprobleme der noch wenig erforschten Polarlandschaft und Biodiversität bei.

## Auszeichnungen
- 2002: Humboldt-Ritter-Penck-Preis der Deutschen Gesellschaft für Erdkunde
- 2003: Ernst-Riedel-Preis der Deutschen Forschungsgesellschaft DFG
- 2007: Nachwuchsforscherpreis des Leibniz-Kolleg Potsdam
- 2008: Brandenburger Wissenschaftspreis für Postdocs in der Kategorie Natur- und Ingenieurwissenschaften[5][6]
- 2010: Albert-Maucher-Preis der Deutschen Forschungsgesellschaft DFG
- 2012: Helmholtz-Professur
- 2018: Consolidor-Preis des Europäischen Forschungsrats
- 2024: Gottfried Wilhelm Leibniz-Preis

## Privates
Ulrike Herzschuh ist verheiratet und Mutter von drei Kindern.